# Абліцов Віталій Григорович
Віта́лій Григо́рович Абліцо́в  (17 серпня 1946, Новоукраїнка, Більмацький район, Запорізька область — 26 листопада 2024, Київ) — український журналіст, громадсько-політичний діяч, головний редактор журналу «Державна справа» (з листопада 2005). Член НСЖУ (з 1976), НСПУ (з 2013 р.), державний службовець IV рангу (з червня 2000).

## Освіта
Випускник Далекосхідного державного університету, філологічного факультету Ростовського державного університету, відділ журналістики (1972). Знав французьку мову.

## Фахова діяльність
1965–1980 — працював в редакціях газет Російської Федерації й України. 1966–1969 — студент, Далекосхідний державний університет, місто Владивосток.
1969–1972 — студент, Ростовський державний університет.
1972–1980 — працював журналістом у Харкові, Евенкії, на Київщині.
1980–1994 — в Держтелерадіо України (остання посада — директор телеоб'єднання «Культура»).
Працюючи на українському радіо, брав активну участь у національному відродженні 1980-х і поверненні спадщини заборонених письменників та діячів: зробив перші передачі, присвячені М.Скрипнику, П.Филиповичу, М.Хвильовому та іншим. Автор і ведучий передач «Основа» і «Відродження». Очоливши телеоб'єднання, став автором і ведучим першого у національному телепросторі ток-шоу «Думки проти течії».
1995–2000 — оглядач з гуманітарних проблем, газета «Голос України». Автор циклів публікацій «Прощання з Азією», «Гетьманат», «Україна XX» та «Обличчя тисячоліть» (1999 року, в очікуванні нового століття і тисячоліття).
Травень 2000—лютий 2002 — заступник Голови Державного комітету інформаційної політики, телебачення та радіомовлення України.
2002–2005 — редактор газети «Український форум».
2005–2009 — редактор журналу «Державна справа».

## Нагороди
- Лауреат премій СЖУ «Журналіст року» (1996).
- «Незалежність» (1996).
- Відзнака «Експерт року-2007» Всеукраїнської експертної мережі у номінації «Культура».
- Лауреат Державної літературної премії імені Олеся Гончара (2013)[1].

## Творчий доробок
- Збірник есеїв «Гетьманат» («Голос України», 2002–2003).
- Енциклопедичний довідник «Галактика Україна» («The Galaxy of Ukraine») (Українська діаспора: видатні постаті, 2002–2006, публікації в періодиці).
- Статті в енциклопедіях «Мистецтво України», «Українська літературна енциклопедія», «Українська географічна енциклопедія», «Енциклопедія історії України», «Народжені Україною», «Видатні діячі України минулих століть», «Енциклопедія сучасної України».
- Серія публікацій, присвячених діячам вітчизняної історії та культури у часописах «Вітчизна», «Всесвіт», «Дніпро», «Київ», «Дон», «Наше слово» (Польща) та ін.)
- Упорядник і співавтор видань: «Д. Гнатюк. Голос і влада» (2000), «О. Гончар. Катарсис» (2000), «І. Дзюба. Спрага» (2001), «Євген Стахів. Останній молодогвардієць» (2004), «М. Дерегус. Талант» (2004).
- «Діалог через океан: Юрій Шевельов. Олесь Гончар».
- Віталій Абліцов. Донбас: європейська Україна чи азійське дикопілля? Київ: Інститут історії НАН України. 2014. — 97 с.

## Особисте життя
Дружина — Галина Гаврилівна (нар. 1947), перекладачка англійської мови, пенсіонерка; син Олег (нар. 1975) — перекладач Національної радіокомпанії; дочка Сніжана (нар. 1982) — доктор філологічних наук, викладач.